# NGC 1600
NGC 1600 is een elliptisch sterrenstelsel in het sterrenbeeld Eridanus. Het hemelobject werd op 26 november 1786 ontdekt door de Duits-Britse astronoom William Herschel.

## Synoniemen
- PGC 15406
- MCG -1-12-17